# Чулков, Никита Иванович Меньшой
Никита Иванович Меньшой Чулков — русский военный деятель XVI века. Полковой воевода в Красном. Возможно был воеводой Чернигова.

## Происхождение
Никита Иванович Меньшой Чулков принадлежал к тому дворянскому роду Чулковых, что вели своё происхождение от «германского выходца» Ратши. Прадед Никиты — Василий Тимофеевич Чулок Остеев был воеводой в Новгороде. Отец Никиты Иван Андреевич Чулков был крупным вотчинником в Переяславском уезде.

## Биография
В 1547 году вместе с братом Иваном названы среди свидетелей земельной сделки (обмена селами) их двоюродного брата Фёдора Алексеевича Чулкова и Троице-Сергиева монастыря.
В 1549 году вместе с Фёдором Чулковым, Никитой Большим, Иваном и Дмитрием Ивановичами Чулковыми продали село Бакино Переяславского уезда Троице-Сергиеву монастырю.
В 1555 году в Коломне вместе с окольничим Иваном Яковлевичем Чеботовым «дворы роздавал».
В 1558/1559 году (7067 год) в составе большого полка под командованием князя Семёна Ивановича Микулинского, вместе с братом участвовал в походе на Ливонский орден.
Летом 1563 года (7071 года) иначе летом 1565 года (7073 года) литовские отряды совершили поход на город Красный расположенный в окрестностях Пскова. Против них были посланы три полка. В составе большого полка третьим из пяти воевод был послан Никита Иванович Меньшой Чулков.
В 1564 году (7072) некий Никита Иванович Чулков (не ясно о старшем брате или о младшем идёт речь) в сторожевом полку которым командовал царевич Кайбула стоял воеводой. В 1565 году (7073 год) некий Никита Иванович Чулков назван третьим воеводой Чернигова.

## Семья
Сыном Никиты Ивановича Меньшого Чулкова был Григорий Никитич.

## Комментарии
1. ↑  Вероятно тут упоминается старший брат Никиты Фёдор Иванович Чулков
2. ↑  В конце XVI века — XVII веке в российском государстве использовался иной календарь: год начинался в сентябре, даты продолжали указываться по юлианскому стилю (на тот момент разница с григорианским составляла 10 дней) и использовали константинопольскую эру. И даты с сентября по декабрь имели разницу в 5509 лет, а с января по август 5508 лет. Поэтому в статье приведены две даты
3. ↑  В разряде воеводы названы в таком порядке: князь Иван Андреевич Шуйский,  князь Иван Ахметович Канбаров, Никита Иванов Меньшой Чулков, князь Григорий Петрович Голова Звенигородский и Дмитрий Григорьевич Плещеев
4. ↑  руководителями полка под началом Кайбулы названы боярин и воевода князь Александр Иванович Воротынский, воевода Никита Иванович Чулков и пристав Юрий Иванович Карпов
5. ↑  после князя Василия Ивановича Прозоровского и "Афонасия Григорьевича сын Колычова"